# 헬무트 쇤
헬무트 쇤(독일어: Helmut Schön, 1915년 9월 15일 ~ 1996년 2월 23일)은 독일의 전 축구 선수, 축구 감독이었다. 1960-70년대 서독 대표팀의 황금기를 지휘한 명장이다.

## 선수 경력
1932년 독일의 드레스덴 SC에서 데뷔했으며, 이후 선수 생활을 할 당시에는 드레스덴를 기반으로 하는 클럽(드레스덴 SC, SG 드레스덴 프리드이히슈타트)에서 활동하며 팀의 분데스리가 2회 우승(1940년, 1941년) 및 DFB-포칼 2회 우승(1943년, 1944년)에 공헌하였다. 그 뒤 1946년과 1947년 잠시 FC 장크트 파울리 소속으로 뛰기도 했으며, 1950년과 1951년까지 헤르타 BSC 베를린에서 플레잉코치로 활약하였다.
또한 1937년 독일 축구 국가대표팀에 정식으로 데뷔한 뒤, 1941년까지 총 16경기에 출전해 17골을 넣었다.

## 지도자 경력
제2차 세계 대전 이후인 1952년부터 1956년까지 자를란트 축구 국가대표팀의 감독을 맡았으며, 1953년부터 1954년까지 잠시 1. FC 자르브뤼켄의 감독으로 있기도 했다. 1956년 자를란트가 독일에 합병된 이후에는 서독 축구 국가대표팀의 수석 코치로 활약하면서 팀의 감독인 제프 헤르베르거를 보좌했으며, 1964년부터 국가대표팀의 감독에 임명되었다. 부임 이후 쇤은 1966년 FIFA 월드컵 준우승을 시작으로 1970년 FIFA 월드컵 3위, UEFA 유로 1972 및 1974년 FIFA 월드컵 우승, UEFA 유로 1976 준우승 등 뛰어난 성과를 보였으며, 1978년 FIFA 월드컵 당시 2차 조별 라운드에서 오스트리아에게 패해 조 3위로 탈락하자 수석 코치였던 유프 데어발에게 국가대표팀 감독직을 물려준 뒤 국가대표팀 감독에서 물러났다.
쇤은 국가대표팀 감독으로 활동하면서 총 4번의 FIFA 월드컵에 출전하여 월터 윈터바텀과 함께 단일팀으로 FIFA 월드컵에 최다 출전한 감독으로 기록되었으며, 이 때 팀이 총 25경기에 나와 16번 승리한 것 또한 최다 경기 출전 및 최다 승리 기록으로 FIFA 월드컵 기록에 등재되었다. 또한 쇤은 FIFA 월드컵과 UEFA 유럽 축구 선수권 대회에서 모두 우승을 차지한 최초의 감독이 되었다.
이후 알츠하이머병으로 투병 생활을 하다가 1996년 2월 23일 비스바덴에서 지병으로 사망했다.

## 경력

### 선수
- 독일 챔피언십 득점왕 : 1944
- DFB 포칼 득점왕 : 1938

### 감독
- 1966 월드컵 - 준우승
- 1968 유로 - 예선 탈락
- 1970 월드컵 - 3위
- 1972 유로 - 우승
- 1974 월드컵 - 우승
- 1976 유로 - 준우승
- 1978 월드컵 - 8강

### 개인
- 은월계잎 훈장 : 1974
- 독일 연방 공화국 공로장 : 1974
- 독일 축구 협회 명예 회원 : 1980
- 독일 스포츠 명예의 전당 : 2008
- 독일 축구 명예의 전당
- FIFA 공로상 : 1984